# دائرة أكوراي
دائرة أكوراي هي إحدى دوائر إقليم الحاجب، التابع لجهة فاس مكناس، المملكة المغربية. تضم الدائرة 5 جماعات قروية، وبلغ عدد سكانها 33292 فرداً سنة 2004 حسب الإحصاء الرسمي للسكان والسكنى. يتبع للدائرة 6 مشيخة و39 دوار.

## التقسيمات الإداريّة
تعتبر دائرة أكوراي إحدى الدوائر المشكّلة لإقليم الحاجب، وهو التقسيم الإداري من المستوى الرابع المعتمد في المغرب. ينقسم إقليم الحاجب إلى 12 جماعات قروية تختلف من حيث السكان والمساحة، والتي بدورها تنقسم إلى مشيخات تضم عدداً من الدواوير.